# Stephen Miller
Stephen Miller (Carroll Township, 17 gennaio 1816 – Worthington, 18 agosto 1881) è stato un politico statunitense. Egli fu il primo veterano della Guerra Civile a diventare governatore del Minnesota.

## Biografia
Nato a Carroll Township, in Pennsylvania, Stephen Miller istituì una serie di imprese di successo. La salute cagionevole spinse l'imprenditore tedesco della Pennsylvaniaa lasciare lo stato americano all'età di 42 anni per seguire il suo amico, Alexander Ramsey nel Minnesota, dove il clima era più congeniale. Miller istituì un'attività mercantile a St. Cloud e, entro due anni, riuscì ad arrivare ai vertici del Partito Repubblicano dello stato.

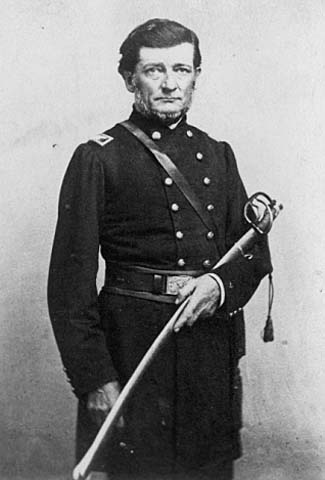
Stephen Miller nel 1863

Durante la guerra civile, questo soldato di mezza età senza esperienze militari avanzò rapidamente da soldato semplice a colonnello Primo Reggimento di volontari del Minnesota. Nel 1862 Miller ritornò dal Sud e fu sostituito dal Generale di Brigata Henry Hastings Sibley come comandante del Campo Lincoln di Mankato. Quattro mesi più tardi, sotto la supervisione di Miller, per ordine del presidente Abramo Lincoln, ci fu l'esecuzione di massa di 38 Sioux condannati per aver partecipato alla guerra.
Grazie alla sua carriera militare e al sostegno di Alexander Ramsey, Miller si assicurò la vittoria come governatore nel 1863. Fu il 4º governatore del Minnesota, in carica dall'11 gennaio 1864, all'8 gennaio 1866. Fu il primo dei veterani della guerra Civile a diventare governatore del Minnesota. Durante il suo mandato, sollecitò fortemente la legislatura, ma senza successo, l'adozione di un emendamento per il suffragio nero.
Miller scelse di non correre per la rielezione e fu disoccupato fino al 1871, quando divenne agente di ferrovia a Windom. Fu anche membro della Camera dei rappresentanti del Minnesota dal 1873 al 1874, e rappresentante del collegio elettorale nel 1876. Nel 1881, l'eroe di guerra morì solo, povero vedovo a Worthington.